# Neblinathamnus
Neblinathamnus är ett släkte av måreväxter. Neblinathamnus ingår i familjen måreväxter.
Kladogram enligt Catalogue of Life:
| Neblinathamnus | \| \| Neblinathamnus argyreus \| \| \| \| \| \| Neblinathamnus brasiliensis \| \| \| \| |
|                | \| \| Neblinathamnus argyreus \| \| \| \| \| \| Neblinathamnus brasiliensis \| \| \| \| |
|                | Neblinathamnus argyreus                                                                 |
|                |                                                                                         |
|                | Neblinathamnus brasiliensis                                                             |
|                |                                                                                         |